# باجيو دو بياوي
باجيو دو بياوي بلدية في ولاية بياوي في المنطقة الشمالية الشرقية من البرازيل.